# Joaquim Américo Fialho Anastácio
Joaquim Américo Fialho Anastácio (26 de Dezembro de 1942) foi um Governador Civil de Faro entre 16 de Novembro de 1995 e 14 de Maio de 2002. 
Regente agrícola, formado na escola da Mitra, Évora, trabalhou no Posto Agrário de Tavira antes de 1974. 
Presidiu à Câmara Municipal de Tavira de 1980 a 1991 e foi deputado à Assembleia da República nas VI e VII Legislaturas.